# Mini et les Voleurs de miel
Pour plus de détails, voir Fiche technique et Distribution.
Mini et les Voleurs de miel (Cykelmyggen og Minibillen) est un film d'animation danois réalisé par Jannik Hastrup et Flemming Quist Møller et sorti en 2014. C'est une suite du film Les Deux Moustiques, des mêmes réalisateurs, qui se concentre sur Mini, personnage secondaire du film précédent.

## Synopsis
Après avoir involontairement provoqué l'accident de la funambule dans sa troupe de cirque ambulante, Mini fugue et se fait influencer par un gang de malfrats pour participer à un cambriolage de la ruche voisine.

## Fiche technique
- Titre : Mini et les Voleurs de miel
- Titre original : Cykelmyggen og Minibillen
- Réalisation : Jannik Hastrup et Flemming Quist Møller
- Scénario : Flemming Quist Møller
- Pays d'origine :  Danemark

## Doublage
- Jakob Alwan Salling : Mini
- Ellen Hillingsø : la reine Flora
- Peter Frödin : Didrik von Drone
- Oliver Arrild : Snothas
- Kaya Brüel : le petit chat
- Ditte Gråbøl : Honny / Kate
- Fabian Harlang : Egon
- Anne Marie Helger : la sauterelle
- Vitus Jalving : Elvis
- Mona Alenius Kaniewskie : Miranda
- Laila Miermont : Maren
- Flemming Quist Møller : Basse
- Andreas Bo Pedersen : Dumrik / Karlo
- Esben Pretzmann : Harald / une abeille-soldat
- Selma Quist Møller : Dagmar
- Christian Sievert : la chenille
- Niels Skousen : Snudebillen / une abeille-soldat
- Ole Thestrup : Knud
- Lærke Winther : Polly